# Oden

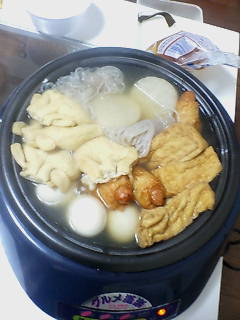
Oden casolà

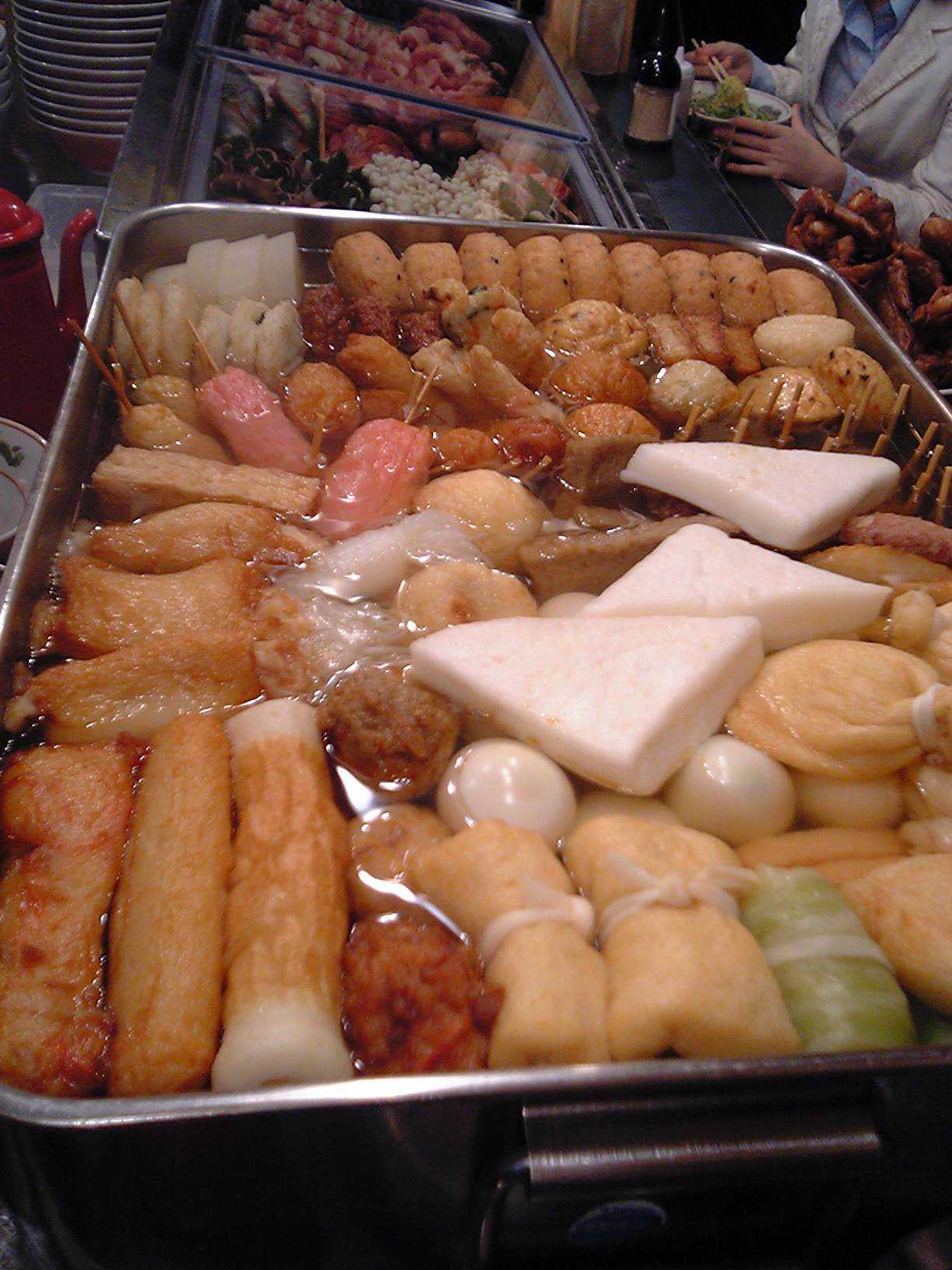
Plat d'oden

L'Oden (おでん) és un plat japonès, on es couen ingredients diversos, entre els quals poden estar l'ou, el daikon, el konnyaku, i el chikuwa cuits en un brou de konbu o katsuobushi, que a vegades porta mostassa com a condiment. El mateix plat pot ser conegut com a Kanto ni (関東煮) a Nagoya, i s'usa miso com a salsa. A Kansai, es coneix com a Kanto daki (関東 炊き). Tots dos noms signifiquen "estofat de Kantō", regió on l'oden es va originar.
Originalment, l'oden es deia misodengaku, o simplement dengaku. En ell, es bullia tofu i es menjava amb salsa miso. Posteriorment, en comptes d'utilitzar miso, els ingredients es coïen al brou. En la preparació de l'oden, es pot afegir els ingredients en qualsevol moment. És un menjar comú a l'hivern, pràctica i de baix cost.

## Llista d'ingredients comuns
- Atsuage
- Ou bullit
- Chikuwa
- Chikuwabu
- Daikon
- Ganmodoki
- Gobomaki
- Gyusuji
- Hanpen
- Ikamaki
- Ito konnyaku
- Kabocha
- Kamaboko
- Konnyaku
- Papa
- Shinjoage
- Tofu
- Tsukune